# Freikugeln
Freikugeln, op. 326, är en polka av Johann Strauss den yngre. Den framfördes första gången den 27 juli 1868 i Pratern i Wien.

## Historia
I juli 1868 stod Wien värd för den 3:e Tyska Skyttetävlingen, vilken drog inte mindre än 10 000 besökare från stora delar av världen. Flera fester anordnades i huvudstaden och i parken Pratern uppfördes en speciell 'Festhalle'. Det var där som bröderna Josef och Eduard Strauss gav en konsert med Straussorkestern den 27 juli inför fler än 12 000 gäster. Johann Strauss gjorde ett gästframträdande och spelade sin vals An der schönen blauen Donau (op. 314) där varje del av verket möttes av stormande applåder. I ett brev som Eduard Strauss skrev framgår det att bröderna Strauss som extranummer hade tänkt sig ett nyskrivet verk av Johann - polkan Freikugeln. Musikaliskt sett imiterar verket just en skyttefest med skott. "Freikugeln" var enligt folktron magiska kulor som aldrig missade sitt mål. Men de kunde endast fås av djävulen i utbyte mot sin själ. Temat var en central del av handlingen i Carl Maria von Webers opera Friskytten från 1821.
Det stod inget i tidningarna om verkets uppförande men Franz Sabay, hornist i Straussorkestern, bekräftade i sin dagbok att polkan verkligen framfördes den 27 juli 1868. Dagen därpå, den 28 juli, fick verket sin publika premiär (tillsammans med kadriljen Schützen-Quadrille) vid en konsert i Volksgarten. 
Inledningen av polkan återanvändes i operetten Wiener Blut (1899), som bestod av sammansatt Straussmusik sammanställt av Adolf Müller.

## Om polkan
Speltiden är ca 3 minuter och 4 sekunder plus minus några sekunder beroende på dirigentens musikaliska tolkning.